# 河邉賢裕
河邉 賢裕（こうべ やすひろ　1968年〈昭和43年〉2月28日 - ）は、日本の外交官。
1991年（平成3年）に外務省入省後、菅義偉内閣官房長官秘書官や大臣官房参事官、在アメリカ合衆国大使館公使等を務めたのち、2022年（令和4年）9月より北米局長。2023年（令和5年）8月より総合外交政策局長。2025年（令和7年）7月より内閣官房副長官補。

## 人物
広島県出身、広島県立広島井口高等学校卒業（昭和61年3月）、慶應義塾大学法学部法律学科卒業（平成3年3月）。

## 略歴
- 平成3年4月　外務省入省
- 平成20年1月　大臣官房総務課企画官（事務次官室）
- 平成22年8月　北米局日米安全保障条約課企画官
- 平成23年11月　北米局日米安全保障条約課日米地位協定室長
- 平成25年8月　北米局日米安全保障条約課長
- 平成27年9月　内閣官房 菅義偉内閣官房長官秘書官事務取扱
- 平成30年1月　外務省総合外交政策局総務課長
- 令和元年9月　大臣官房参事官兼総合外交政策局、北米局
- 令和元年11月　大臣官房参事官兼総合外交政策局（大使）、北米局
- 令和3年1月　在アメリカ合衆国日本国大使館 公使
- 令和4年9月　北米局長（大使）
- 令和5年8月　総合外交政策局長
- 令和7年7月　内閣官房副長官補兼国家安全保障局次長[2]

## 同期
- 有馬裕（25年総合外交政策局長・23年北米局長・22年南部アジア部長・21年大臣官房審議官（大使））
- 石月英雄（24年国際協力局長）
- 内田浩行（22年ストラスブール総領事）
- 大鶴哲也（22年内閣総理大臣秘書官）
- 小川秀俊（23年コンゴ民主共和国大使）
- 北川克郎（24年欧州局長）
- 島田丈裕（24年在米国大使館公使・22年儀典長・21年大臣官房総括担当審議官兼公文書監理官）
- 髙橋良明（24年バンクーバー総領事）
- 橋場健（23年スポーツ庁審議官・21年リオデジャネイロ総領事）
- 松永健（23年トロント総領事）
- 御巫智洋（24年次席国連大使・22年国際法局長）
- 實生泰介（22年大臣官房審議官（アジア大洋州局、アジア大洋州局南部アジア部担当担当））
- 毛利忠敦（24年ウラジオストク総領事）